# هیسهیا
هیسهیا (به لاتین: Hisøya) یک جزیره در نروژ است که در آرندال واقع شده‌است. هیسهیا ۴٬۴۵۰ نفر جمعیت دارد و ۹۹ متر بالاتر از سطح دریا واقع شده‌است.

## نگارخانه

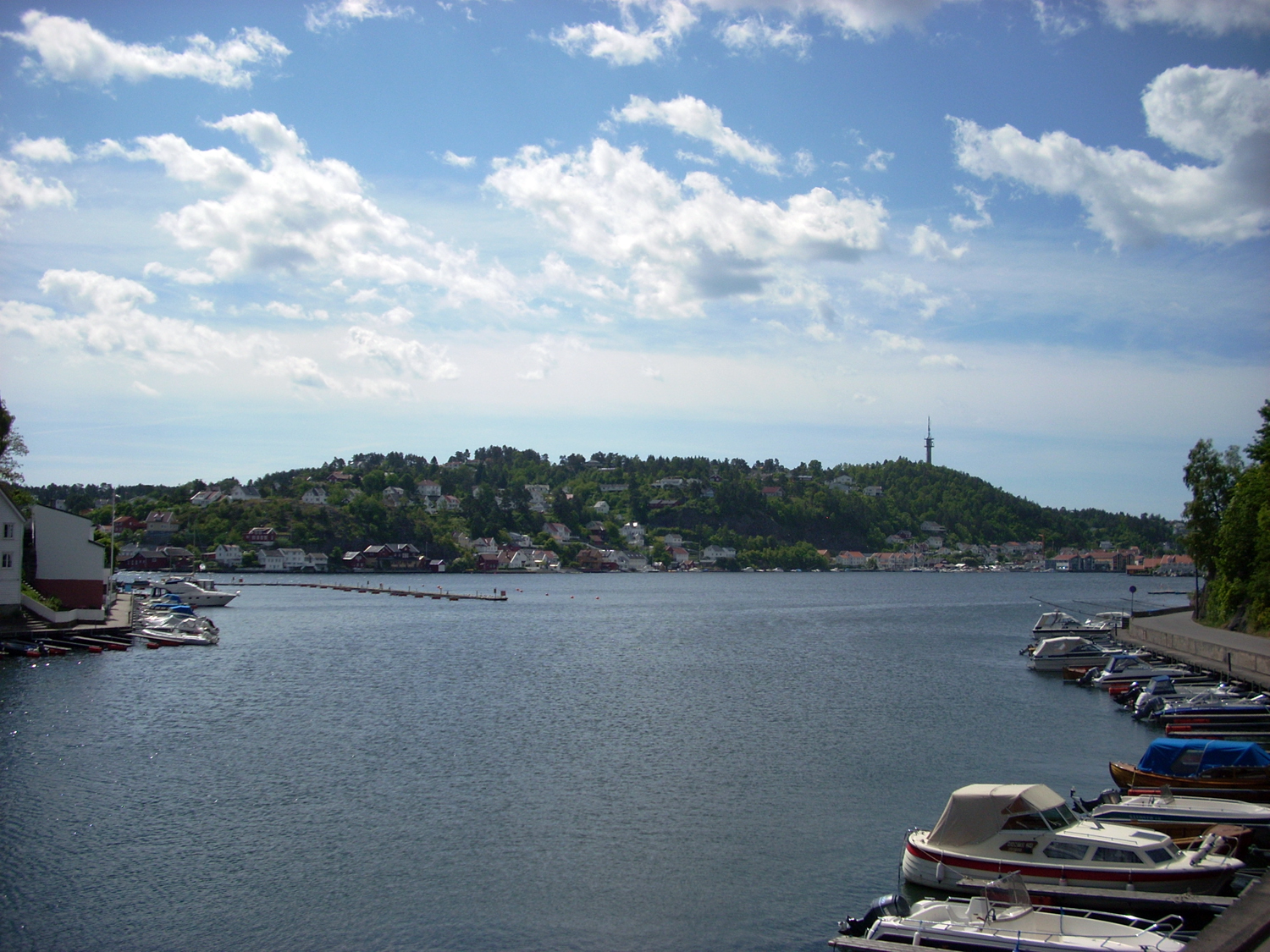
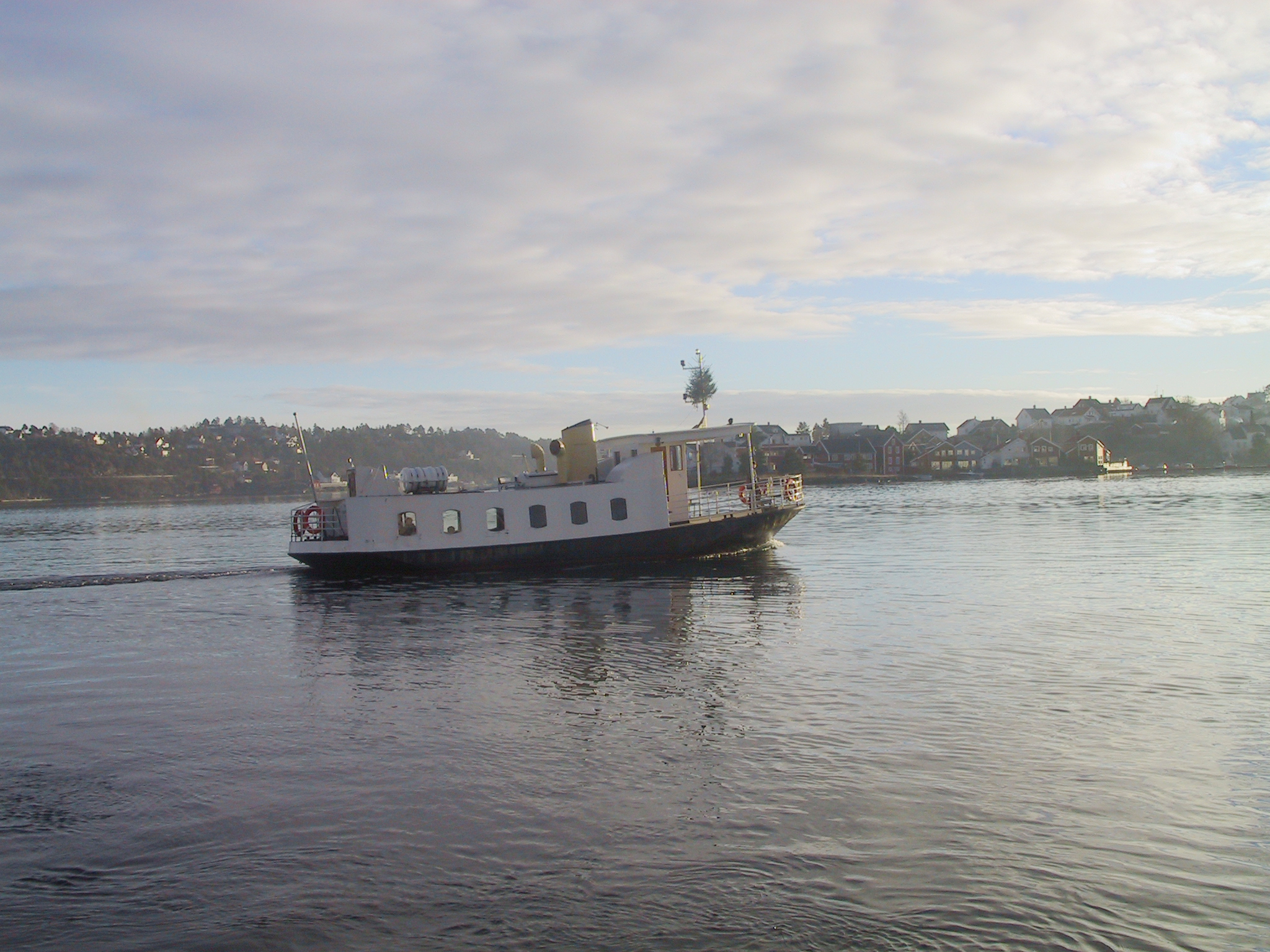